# Schweiz beim Junior Eurovision Song Contest
Teilnehmende Rundfunkanstalt

Erste Teilnahme
2004
Bisher letzte Teilnahme
2004
Anzahl der Teilnahmen
1 (Stand 2004)
Höchste Platzierung
16 (2004)
Höchste Punktzahl
4 (2004)
Niedrigste Punktzahl
4 (2004)
Punkteschnitt (seit erstem Beitrag)
4,00 (Stand 2004)
Punkteschnitt pro abstimmendem Land im 12-Punkte-System
0,23 (Stand 2004)
Dieser Artikel befasst sich mit der Geschichte der Schweiz als Teilnehmer am Junior Eurovision Song Contest.

## Vorentscheide
2004 fand ein Vorentscheid mit dem Namen Mara & Meo statt.

## Teilnahme am Wettbewerb
Die Schweiz nahm nur einmal im Jahr 2004 teil, jedoch nicht so erfolgreich. Am Ende des Abends war die Schweiz auf dem drittletzten Platz. Mit der Teilnahme von Deutschland 2020, ist Österreich nun das einzige deutschsprachige Land, das noch nie beim JESC teilgenommen hat.

## Liste der Beiträge
| Jahr      | Interpret                | Titel (Musik / Text)       | Sprache                  | Übersetzung              | Platz Teilnehmer (gesamt) | Punkte                   |
| --------- | ------------------------ | -------------------------- | ------------------------ | ------------------------ | ------------------------- | ------------------------ |
| 2004      | Demis Mirarchi           | Birichino (Demis Mirarchi) | Italienisch              | Flauschig                | 16 / 18                   | 4                        |
| seit 2005 | Auf Teilnahme verzichtet | Auf Teilnahme verzichtet   | Auf Teilnahme verzichtet | Auf Teilnahme verzichtet | Auf Teilnahme verzichtet  | Auf Teilnahme verzichtet |

## Punktevergabe
Folgende Länder erhielten die meisten Punkte von der oder vergaben die meisten Punkte an die Schweiz:
| Die meisten vergebenen Punkte | Die meisten vergebenen Punkte | Die meisten vergebenen Punkte |
| Platz                         | Land                          | Punkte                        |
| ----------------------------- | ----------------------------- | ----------------------------- |
| 1                             | Spanien                       | 12                            |
| 2                             | Rumänien                      | 10                            |
| 3                             | Kroatien                      | 08                            |
| 4                             | Vereinigtes Königreich        | 07                            |
| 5                             | Frankreich                    | 06                            |

| Die meisten erhaltenen Punkte | Die meisten erhaltenen Punkte | Die meisten erhaltenen Punkte |
| Platz                         | Land                          | Punkte                        |
| ----------------------------- | ----------------------------- | ----------------------------- |
| 1                             | Malta                         | 4                             |

Stand: 2004